# Condotta militare

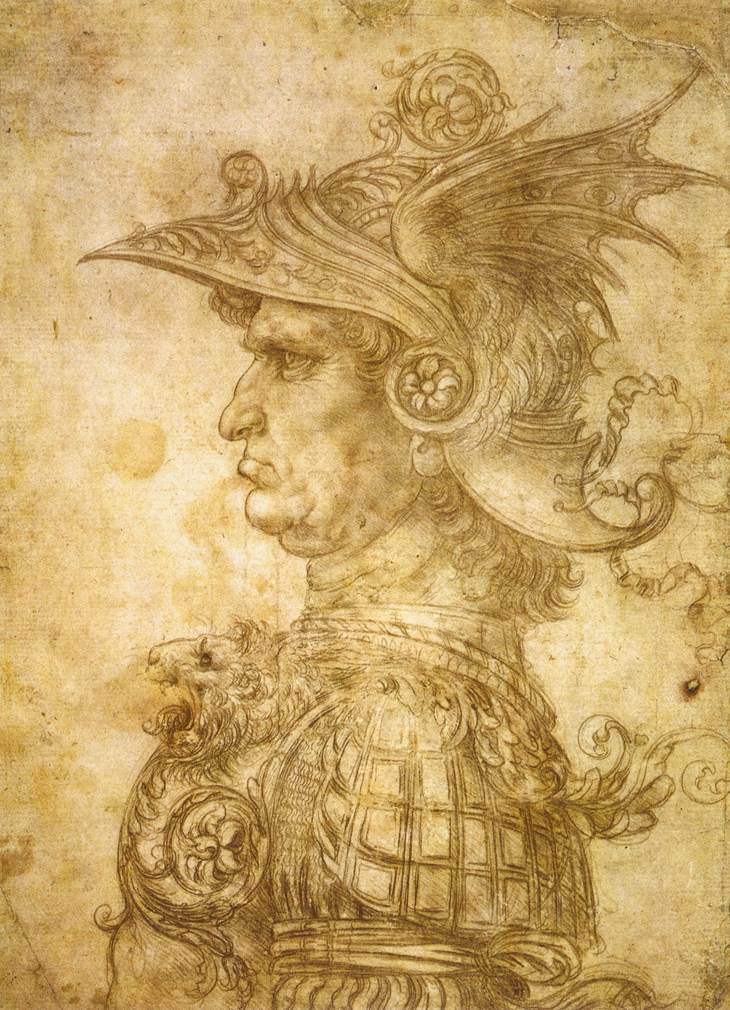
Profilo di capitano antico detto Il condottiero, disegno di Leonardo da Vinci

Per condotta militare si intendeva un contratto militare in cui un capitano o condottiero, generalmente di nobili origini, stabiliva le condizioni per le quali avrebbe concesso i suoi servizi militari ad una parte terza, di solito altri condottieri, stati o signorie. Utilizzato principalmente nel Rinascimento in ambito italiano, le prime attestazioni di questa pratica si possono però già trovare durante la Guerra dei Cent'anni, in cui sia francesi che inglesi utilizzarono molte compagnie di ventura da tutto il continente. Patti simili risultano essere stati stilati anche dalla Repubblica di Venezia nel 1336, durante le prime fasi della guerra contro Mastino II della Scala.

## Origine
Le prime condotte militari vengono collocate dagli storici fra gli anni sessanta e gli anni settanta del XIII secolo. All'inizio furono stipulate principalmente con compagnie straniere (ungheresi, francesi ed inglesi), generalmente più grandi ed esperte di quelle italiane, nonché ritenute più affidabili da un punto di vista politico. Ma a partire dagli anni sessanta e settanta del XIV secolo, i capitani stranieri iniziarono a diminuire e il vuoto venne colmato da condottieri di origine italiana. Tale fenomeno può essere spiegato attraverso diversi fattori, dalle nuove guerre che scoppiavano in altre zone d'Europa, alle ridotte disponibilità economiche dei potentati italiani, dovute alla depressione economica della penisola nella seconda metà del XIV secolo. Grazie alle competenze che gli italiani erano riusciti ad attingere in questo secolo sotto l'egida delle compagnie straniere, le compagnie di ventura comandate da condottieri nostrani iniziarono a colmare il vuoto lasciato dalle compagnie d'Oltralpe, divenendo uno degli attori principali della politica italiana del Rinascimento.

## Caratteristiche
Il contratto della condotta non era esclusiva dell'ambito militare, ma venivano anche usate nell'ambito produttivo e nelle assunzioni di specialisti, come insegnanti e professori universitari. La condotta militare quindi, più che essere un nuovo strumento, fu il reimpiego in ambito bellico di una forma di contratto già in uso.
Nella condotta militare i vari contrenti ed il capitano si accordavano su specifici aspetti della condotta: la grandezza, l'equipaggiamento e la qualità della compagnia con cui il servizio doveva essere reso, i diversi livelli di remunerazione, le indennità addizionali, le trattenute fisse che sarebbero state imposte e la durata del servizio, nonché diversi divieti che la parte contraente imponeva al capitano.
Più specificatamente, le principali caratteristiche del contratto includevano:
- Durata: I contratti potevano variare da pochi mesi a diversi anni, a seconda delle necessità della città-stato o del signore. La durata poteva essere influenzata da campagne militari specifiche o da esigenze di difesa prolungata. Alla fine del periodo di contratto, il condottiero era libero dai suoi impegni. Nel Trecento tale periodo era di media di circa sei mesi, mentre dal Quattrocento nel contratto si aggiunse anche un periodo detto di rispetto o beneplacito, ovvero in cui il contraente si arrogava il diritto di trattenere il condottiero, impedendogli di cercare altri impeghi. La durata, quindi, arrivò mediamente ad un anno[4].
- Compenso: Il condottiero e i suoi soldati ricevevano un pagamento regolare, spesso mensile. Il compenso poteva includere anche premi per vittorie o conquiste particolari. Il pagamento era spesso integrato con benefici aggiuntivi, come diritti di saccheggio o terre. Per andare più in dettaglio, il pagamento della condotta militare poteva avere diverse accezioni: a soldo disteso, ovvero quando il capitano era direttamente sotto il comando dello stato contraente; a mezzo soldo quando il condottiero aveva più autonomia ma con una minore paga; in aspetto, dove al periodo di effettivo servizio si aggiungeva poi un lasso di tempo in cui la controparte aveva il diritto di rinnovare o meno la condotta[1].
- Obblighi Militari: Il contratto specificava il numero di soldati che il condottiero doveva fornire, il loro equipaggiamento e le loro competenze. Includeva anche dettagli sugli obblighi in battaglia, come l'assalto, la difesa, e la manutenzione di fortificazioni. Il condottiero era responsabile dell'addestramento e della disciplina delle sue truppe.
- Diritti del Condottiero: Oltre al compenso, il condottiero poteva ricevere altri benefici, come feudi, titoli o il diritto di saccheggio in caso di vittoria. Alcuni condottieri ottennero posizioni di potere politico grazie ai loro successi militari.
- Condizioni di Risoluzione: I contratti prevedevano clausole per la risoluzione anticipata dell'accordo, sia per inadempienza che per cambiamenti nelle circostanze politiche o militari. Le penalità per la rottura del contratto erano severe e potevano includere la perdita di compensi o altre sanzioni.

A dispetto di quanto appena detto però, le condotte militari non possono essere considerate come un contratto stabile con le proprie specificità irremovibili, ma rispecchiavano una situazione altamente flessibile, in quanto ogni singolo contratto era concordato attentamente per il condottiero con cui lo so sottoscriveva, con l'aggiunta di clausole poste specificatamente per particolari comandanti, come i limite di truppe che poteva apportare o la linea di comando dell'esercito che si stava andando a formare.

## Condottacome strumento politico
La condotta, nel corso del Rinascimento italiano, divenne anche un importante strumento politico. Infatti, tra le ricompense per il servizio svolto, i condottieri potevano ricevere terre e titoli all'interno dello Stato contraente. Tale pratica venne utilizzata frequentemente dagli Stati italiani per fidelizzare a loro le compagnie di cui si servivano. Ad esempio, Bartolomeo Colleoni ricevette i feudi di Romano, Covo e Antegnate in seguito alla pace di Cremona del 1441 dalla Serenissima Repubblica di Venezia, che lo ritenne addirittura “unus ex principalibus conductoribus nostris”. Dal punto di vista contrattuale, ciò che permise questa pratica di fidelizzazione fu l'estensione della durata dell'ingaggio. Se infatti nel Trecento il massimo di tempo di servizio per una campagna di lunga durata era di sei mesi (quattro di servizio e due di rispetto, ovvero a discrezione delle autorità), nel secolo successivo invece la tendenza dei vari apparati governativi fu quella di aumentare tale periodo ad un anno, con la possibilità, già esistente nel contratto, di poter rinnovare ulteriormente tale lasso di tempo. In questo modo, le condotte divenivano, a tutti gli effetti, dei contratti quasi permanenti, dando la possibilità ai vari contraenti di stringere una trama di alleanze, piccole o grandi che fossero, all’interno della penisola italiana, consentendo agli stati italiani di espandere la loro sfera d’influenza, spesso informale, senza intraprendere necessariamente una violenta azione militare.
Ma non venivano ceduti solo feudi. Nella Repubblica di Venezia, nel corso del Quattrocento, iniziò la tendenza a ricompensare i servizi resi dai condottieri anche con la possibilità di ricoprire importanti ruoli di comando all’interno della gerarchia militare, come ad esempio Francesco Bussone conte di Carmagnola, che divenne Capitano Generale della Serenissima nel 1426, ovvero comandante supremo dell'esercito.
Allo stesso tempo anche i condottieri, essendo spesso loro stessi feudatari e signori, utilizzarono le proprie compagnie di ventura personali per accrescere i loro domini. Esempio eclatante di ciò fu l'ascesa di Francesco Sforza che, attraverso alleanze e vittorie militari, riuscì ad imporsi come signore di Milano, in seguito alla morte di Filippo Maria Visconti nel 1447.

## Declino dellaCondotta
La discesa nel 1494 in Italia di Carlo VIII segnò il punto di partenza di quella “rivoluzione militare” che, secondo alcuni studiosi, avrebbe avuto durante l’età moderna un ruolo importantissimo nel consolidamento delle monarchie europee. Simili cambiamenti erano già stati avviati, dopo la pace di Lodi del 1454, anche in Italia, dove le maggiori potenze regionali (ovvero Venezia, Milano, Firenze, Stato Pontificio e Regno di Napoli) avevano iniziato a consolidare le loro strutture politiche e a cambiare la loro metodologia nelle azioni militari.
Si può notare come negli ultimi decenni del XV secolo, con l’avvento delle armi da fuoco, la cavalleria pesante iniziò a perdere quel ruolo fondamentale che aveva fino ad allora mantenuto nelle azioni belliche. Iniziarono ad avere sempre più importanza la fanteria e la cavalleria leggera, che sempre più spesso furono arruolate direttamente dagli apparati statali, non facendo quindi intervenire nel reclutamento i condottieri.
Le potenze italiane incominciarono a considerare sempre più importanti tali reggimenti di fanteria “nazionale”. Nel 1508 nel Senato di Venezia tale concezione di una fanteria locale, arruolata direttamente dallo stato, stava iniziando a prendere fondamento a dispetto di una fanteria professionale. Tale pratica, bisogna però sottolineare, era ancora agli albori, sebbene potesse dare già un’indicazione di come si sarebbero riformati gli eserciti nel corso del Cinquecento.
Continuò, inoltre, la pratica del secolo precedente di assoldare contingenti stranieri, sia nelle compagnie di fanteria (dove i maggiori contributi venivano dai cantoni svizzeri e dalla Germania), sia nelle compagnie di cavalleggeri. Esempio lampante di ciò fu Venezia, che si affidò principalmente al reclutamento di stradioti dalla penisola balcanica, sfruttata in maniera assidua nelle guerre contro l'Impero Ottomano in Dalmazia e Morea dopo il 1463.
Per non parlare dell’artiglieria, maggiormente utilizzata dagli eserciti del tardo Quattrocento, e destinata a cambiare l’arte stesse della guerra. I nuovi armamenti, inoltre, accelerarono sia l’aumento della spesa militare, sia lo sviluppo di un’attenta pianificazione logistica, incidendo sul contemporaneo sviluppo degli eserciti permanenti nazionali. L’artiglieria di Carlo VIII, nel 1494, si giovava ad esempio dell’efficienza di un sistema burocratico e della disponibilità di un apparato manifatturiero che dovevano renderla sicuramente più efficiente rispetto alla controparte italiana, non solo dal punto di vista tecnico.
Tutto ciò non vuol dire però che l’uso dei condottieri diminuì verso la fine del XV secolo, in quanto tali personaggi continuarono ad essere arruolati tramite condotte dai vari stati, incluse le potenze straniere di Spagna e di Francia. Si cominciò però ad effettuare un consistente cambiamento nel loro utilizzo: se infatti all’inizio del Quattrocento tali personaggi avevano un ruolo fondamentale nel reclutamento degli uomini d’arme, con il progressivo cambiamento degli eserciti in entità nazionali i condottieri vennero ingaggiati più per la loro perizia tattica che per la loro possibilità di ingaggiare personalmente gli uomini d’arme, perdendo il loro ruolo “formale” di reclutatori, ma continuando quello “informale” di signorotti territoriali, personalmente a capo di clientele e fazioni. Gli stati regionali iniziarono inoltre a potenziare quegli apparati amministrativi che limitavano i margini di discrezionalità dei condottieri, iniziando quindi a limitarne drasticamente l’influenza.